# Управление Интернетом
Вопрос управления Интернетом можно рассматривать с точки зрения двух подходов: узкого и широкого. В соответствии с узким подходом, управление Интернетом представляет собой технологическую координацию элементов интернета, в том числе управление системой доменных имен и распределением IP-адресов, а также разработку и внедрение протоколов и стандартов. В соответствии с широким подходом, учитывающим экономические, политические и социокультурные аспекты данного процесса, управление Интернетом — это разработка и применение правительствами, частным сектором и гражданским обществом общих принципов, норм, правил, программ и процедур принятия решений, регулирующих эволюцию и применение Интернета.
Кроме того, важно понимать, что говоря об Интернете, и ввиду его децентрализованного и открытого характера, термин «управление» не может рассматриваться как непосредственное «распоряжение» его ресурсами и возможностями. Многообразие участников и форм регулирования и развития Интернета является в настоящее время его неотъемлемым свойством.

## Исторические этапы
Историю регулирования Интернета можно условно разделить на три относительно больших этапа.

### Технический этап
Первый этап, технический, продолжался со времени создания Интернета и примерно до середины 1990-х гг. Управление Интернетом в это время характеризовалось преимущественно лишь выработкой технических стандартов и управлением системой доменных имен. Несмотря на создание сети Интернет в рамках правительственных проектов США, инженеры-разработчики обладали высоким уровнем свободы и самостоятельно определяли направления развития и использования Интернета. В данный период в Интернет-сообществе получил распространение ряд социальных и поведенческих норм, получивший название «Нетикет» (англ. netiquette). Именно в это время были созданы базовые протоколы Интернета, ряд специализированных организаций инженеров-разработчиков, однако сам Интернет, создававшийся в оборонных целях, оказался далёк от первоначальных целей и задач, но приобрёл коммерческий потенциал.

### Этап роста и развития
Ввиду появления к началу данного этапа большинства устоявшихся стандартов и протоколов Интернета и благодаря появлению всемирной паутины произошёл резкий рост числа пользователей и коммерциализация Интернета. В связи с этим произошёл резкий рост числа участников процесса управления Интернетом и началась институционализация механизмов управления Интернетом. Правительство США передало управление технической инфраструктурой Интернета Национальному фонду науки США, так как организационные и финансовые возможности Агентства по перспективным оборонным научно-исследовательским разработкам (англ, Defence Advanced Research Projects Agency, DARPA) уже не позволяли в полной мере отвечать потребностям растущей сети. Кроме того, широкое распространение и система доменных имен, которая является ключевым компонентом современного Интернета. В середине 1990-х годов в связи с введением платы за регистрацию доменных имён произошли так называемые «войны за доменные имена». В результате в ноябре 1998 года на основании Меморандума о взаимопонимании с Министерством торговли США была создана Корпорация по присвоению имен и адресов в Интернете (англ. Internet Corporation for Assigned names and numbers, ICANN). Тем не менее, создание корпорации не решило всех проблем международной координации в Интернете, что повлекло ещё бо́льшую заинтересованность новых участников и в первую очередь государств в участии в процессе управления Интернетом.

### Современный этап
На данном этапе продолжается институционализация управления Интернетом и расширение числа участников. Кроме того, появились новые международные форматы взаимодействия по вопросам управления Интернетом. Ключевым событием данного этапа стала Всемирная встреча по вопросам информационного общества, проходившая в два этапа (в 2003 году в Женеве и в 2005 году в Тунисе) под эгидой ООН. По итогам Женевского этапа были приняты Декларация принципов построения информационного общества и План действий. В Тунисе были приняты так называемое Тунисское обязательство и Тунисская программа действий для информационного общества. Основным же достижением Встречи стало учреждение ежегодного Форума по вопросам управления Интернетом. Главной задачей форума является «обсуждение вопросов государственной политики, касающихся ключевых элементов управления использованием Интернета в целях содействия обеспечению жизнеспособности, эксплуатационной надежности, безопасности, стабильности и развития Интернета и содействие диалогу между органами, занимающимися различными перекрёстными вопросами международной государственной политики в отношении Интернета». Форум представляет собой открытую площадку для обсуждений в формате многоуровневого диалога и не обладает полномочиями по принятию решений.

## Основные участники процесса управления Интернетом
В связи с тем, что Интернет не имеет единого центра управления, а его ресурсы имеют распределённый характер, в процессе управления им в той или иной степени задействовано большое количество участников. Кроме того, существует значительная разница в характере участия и степени влияния на Интернет среди разных участников, а в процессе управления в конечном итоге принимают участие все его пользователи. Необходимо также учитывать, что управление Интернетом подразумевает решение как вопросов технического характера, так и вопросов государственной и иной политики. В связи с этим целесообразно выделить лишь основные важнейшие группы участников.

### Государства
В соответствии с Декларацией принципов, принятой на Женевском раунде Всемирной встречи на высшем уровне по вопросам информационного общества, «политические полномочия по связанным с Интернетом вопросам государственной политики являются суверенным правом государств. Государства имеют права и обязанности в отношении связанных с Интернетом вопросов государственной политики международного уровня».
Необходимо понимать, что Интернет изначально был разработан и на протяжении значительной части своей истории использовался лишь в академическом и инженерно-техническом сообществе, а бо́льшая часть инфраструктуры Интернета находится в частной собственности. В этой связи влияние государств на развитие Интернета хоть и возрастает уже в течение почти двух десятилетий, однако до сих пор остаётся ограниченным.
Интересы государств в Интернете в основном заключаются в предотвращении фрагментации Интернета, обеспечении кибербезопасности и установлении управляемого режима регулирования Интернета. В то же время существует ряд противоречий относительно методов и степени государственного контроля над Интернетом, степени ограничений всеобщего доступа к информации, а также противоречия в подходах к противостоянию угрозам, исходящим из Интернета.

### Организации Интернет-сообщества
На протяжении всей истории Интернета неправительственные организации играли в его регулировании ключевую роль. В настоящее время наблюдается рост числа организаций, вовлеченных в регулирование Интернета, который происходит преимущественно за счет повышения степени участия организаций гражданского общества.
Первой специализированной организацией инженеров-разработчиков был созданный в 1979 году Совет по управлению конфигурацией Интернета (англ. Internet Configuration Advisory Board), который в 1986 был переименован в Совет по архитектуре Интернета (англ. Internet Architecture Board, IAB). В настоящее время Совет является одной из комиссий Рабочей группы проектирования Интернета (англ. Internet Engineering Task Force, IETF) и осуществляет надзорные функции, в то же время обладая консультативным статусом при Обществе Интернета (англ. Internet Society, ISOC).
Рабочая группа проектирования Интернета представляет собой международное сообщество сетей разработчиков, операторов, поставщиков оборудования и исследователей. К задачам группы относится поиск проблем и решений в технических аспектах организации управления Интернетом, разработка спецификаций, стандартов и соглашений по общим архитектурным принципам протоколов Интернета, выработка рекомендаций относительно стандартизации протоколов, распространение технологий и стандартов, а также организация обмена информации между заинтересованными сторонами. В настоящее время сообщество объединяет огромное количество участников и является одним из наиболее заметных субъектов управления техническими параметрами Интернета.
Общество Интернета. Данная международная профессиональная организация была основана в 1992 году и представляет собой площадку для множества других консультативных и исследовательских групп. В состав Общества входят более 100 организаций и более 20 тыс. индивидуальных членов. Общество стремится обеспечить открытое развитие, эволюцию и использование Интернета. Кроме того, данная организация обладает правами на все документы механизма Запроса комментариев (англ. Request for Comments), в котором сформулированы технические спецификации и стандарты, применяемые в Интернете.
Консорциум всемирной паутины (англ. World Wide Web Consortium, W3C) включает в себя более 350 организаций и занимается разработкой и внедрением стандартов Интернета, а также выработкой соответствующих открытых (то есть не защищенных авторским правом) рекомендаций. Консорциум создан в 1994 году на основании соглашения между Массачусетским технологическим институтом США, Европейским консорциумом по исследованиям в области математики и информатики (Франция) и университетом Кейо (Япония). Ключевым достижением консорциума является стандартизация языка гипертекстовой разметки HTML.
Корпорация по присвоению имен и адресов в Интернете (англ. Internet Corporation for Assigned Names and Numbers, ICANN). Корпорация представляет собой частную некоммерческую организацию, которая выполняет функции технической координации Интернета. В соответствии с Меморандумом о Взаимопонимании между Корпорацией и Министерством торговли США, ICANN обладает следующими функциями: координация работ по выработке технических параметров Интернет-протоколов, управление базой данных корневой зоны доменных имен, в том числе создание новых доменов верхнего уровня), распределение блоков IP-адресов и другие менее значимые полномочия.
На сегодняшний день ICANN является одной из ключевых организаций, обеспечивающих стабильное, бесперебойное и эффективное функционирование Интернета. Корпорация контролирует экономически и политически значимые ресурсы. Ввиду такого статуса возникают конфликты между частным характером корпорации в юрисдикции США и необходимостью международной легитимности и подотчетности. Корпорация, не выполняя на данный момент никаких непосредственных политических функций, находится в центре политических дебатов в сфере управления Интернетом.

### Межправительственные организации
Участие межправительственных организаций в управлении Интернетом стало заметным лишь в конце 1990-х годов, когда происходили споры относительно форм регулирования Интернета и выработки форматов международного регулирования сети. Среди межправительственных организаций наиболее значимую роль играют Международный Союз Электросвязи (МСЭ) и Всемирная организация интеллектуальной собственности (ВОИС).
МСЭ, являясь организацией группы ООН, обладает уникальным охватом членства и деятельности, а также наибольшей международной легитимностью среди межправительственных организаций в данной сфере. МСЭ устанавливает технические стандарты и международные нормы, касающиеся телекоммуникаций, и предоставляет помощь развивающимся странам в преодолении технологической отсталости в данной сфере. Интернет стал частью повестки дня организации ещё в середине 1980-х гг. Именно усилия МСЭ по либерализации ценообразования и услуг в сфере коммуникаций создали условия для быстрого развития Интернета в 1990-е гг. МСЭ также участвовал в разработке Интернет-протоколов и разработке политических решений в данной сфере. МСЭ принимал активное участие во Всемирной встрече и Форуме по управлению Интернетом и даже рассматривался в качестве одной из возможных площадок для создания новой единой межправительственной организации по техническому управлению Интернетом.
ВОИС в середине 1990-х годов участвовала совместно с МСЭ в коалиции под названием «Международный специальный комитет Интернета». Данная коалиция была создана с целью противодействия попыткам коммерциализации Интернета в то время и не просуществовала долго. ВОИС также принимает активное участие в выработке подходов и стандартов к защите интеллектуальной собственности в Интернете. В 1996 в рамках ВОИС был принят Договор о защите авторских прав, который был направлен на регулирование данной сферы в киберпространстве. Организация также является участницей механизма по разрешению споров в сфере доменных имен.

### Коммерческие структуры
Начиная с 1990-х годов коммерциализация Интернета непрерывно росла, а вовлечение бизнес-структур в управление им также увеличивалось. Учитывая трансграничный характер Интернета, коммерческие структуры зачастую рассматривают Интернет с точки зрения, противоречащей политике государства их происхождения или государств в целом. Бизнес активно участвует в разработке новых технических стандартов и технологий, которые во многом определяют в настоящее время развитие Интернета. Отдельно стоит выделить интернет-провайдеров, которые выполняют ключевую задачу по предоставлению доступа в Интернет конечным пользователям и априори играют заметную роль в управлении Интернетом.

## Основные проблемы и противоречия
1. Участие в процессе управления. В настоящее время наблюдаются такие противоречивые тенденции, как увеличение роли государств в регулировании Интернета и одновременное возрастание степени вовлечения в данный процесс неправительственных организаций и иных организаций гражданского общества. Ввиду децентрализованного характера Интернета, поиск сбалансированного формата управления далек от завершения.
2. Проблема суверенитета в киберпространстве. Ввиду изначально негосударственного характера Интернета в нём долгое время отсутствовали какие-либо проявления государственного суверенитета. В настоящее же время наблюдается как тенденция к всё большей интернационализации Интернета за счет вовлечения в его орбиту всё большего числа стран, обществ и организаций, так и стремление государств привнести в Интернет элементы суверенитета (например, в вопросах регулирования электронной коммерции, борьбы с преступлениями в Интернете и др.)
3. Проблема открытости и безопасности. На современном этапе развития Интернета, обилие разного рода угроз личности, обществу и государству, исходящих из него, обуславливает необходимость введения более серьёзных мер защиты и контроля Интернет-трафика, однако такие меры не всегда совместимы с присущей Интернету всеобщей открытостью и доступностью.
4. Проблема фрагментации Интернета. Учитывая проекты создания сетей, аналогичных Интернету, а также возрастание масштабов использования различных внутристрановых механизмов контроля над содержимым Интернета (например, в Китае, Пакистане, Саудовской Аравии).
5. Технические параметры. Увеличение числа видов деятельности и масштаба использования информационно-коммуникационных технологий (ИКТ) во всех сферах жизни общества обуславливает неизбежное увеличение числа стандартов и технологий, используемых в Интернете. В этих условиях сохранение единства технических параметров Интернета и обеспечение технологической нейтральности становится всё более сложной задачей, в особенности в отсутствие всеобщих механизмов координации в этой сфере.

### Организации по управлению Интернетом
- ICANN — Корпорация по присвоению имен и адресов в Интернете.
- IETF — Рабочая группа проектирования Интернета.
- RIRs — Региональные регистратуры.
- ISOC — Общество Интернета.

### Организации ООН по управлению Интернетом
- Internet Governance Forum[англ.]
- World Summit on the Information Society
- Working Group on Internet Governance[англ.]

- Internet Governance Project
- IAB
- IETF
- IRTF
- ISOC
- ICANN — the Internet Corporation for Assigned Names and Numbers
- World Summit on the Information Society
- Working Group on Internet Governance
- Декларация принципов. Построения информационного общества — глобальная задача в новом тысячелетии. Женева, 2003.
- Тунисское обязательство. Тунис, 2005.